# Lepechinia rossii
Lepechinia rossii là một loài thực vật có hoa trong họ Hoa môi. Loài này được S.Boyd & Mistretta mô tả khoa học đầu tiên năm 2006.